# Германско-китайские отношения
Германско-китайские отношения — двусторонние дипломатические отношения между Германией и Китаем, которые были официально установлены в 1861 году, когда Пруссия и Империя Цин заключили первый германско-китайский договор во время экспедиции Эйленбурга. Десять лет спустя была основана Германская империя и это государство пролонгировало старый прусский договор с Китаем. В целом, отношения были на низком уровне, когда Германия тоже стала империалистической державой, как Великобритания и Франция, и пыталась получить сферу влияния в Империи Цин.
Германия также участвовала в разгроме Ихэтуаньского восстания. После окончания Первой мировой войны отношения постепенно улучшились, поскольку германские военные советники оказывали помощь Национально-революционной армии правительства Гоминьдана, однако в 1930-х годах начался спад, когда Адольф Гитлер вступил в союз с Японией. После окончания Второй мировой войны Германия была разделена на два государства: либерально-демократическую Федеративную Республику Германию и коммунистическую Германскую Демократическую Республику. Напряжённость во время холодной войны привела к союзу ФРГ с Соединёнными Штатами Америки против коммунистических держав, в том числе и с Китаем. ГДР же была на одной стороне с Советским Союзом и Китаем. После объединения Германии отношения с Китаем стали постепенно улучшаться.
Согласно опросу BBC World Service, проведённому в 2017 году, 84 % китайцев оценивают влияние Германии положительно, а 13 % — негативно, в то время как только 20 % граждан Германии оценивают политику Китая положительно, а 35 % высказывают о ней отрицательное мнение. Опрос, опубликованный в 2019 году Исследовательским центром Пью, показал, что 56 % жителей Германии имеют неблагоприятное отношение к Китаю.

## История

### Первые контакты
В отличие от Португалии или Нидерландов, германские государства не были вовлечены в первые (16-17 век) контакты между Европой и Китаем. Тем не менее, некоторые жители Германии посещали Китай в те годы, в частности в качестве иезуитских миссионеров. Некоторые из них сыграли значительную роль в истории Китая, например Адам Шалль фон Белль, находившийся в Пекине в 1619—1666 годах, который в 1644 году захватили маньчжуры, и вскоре стал доверенным советником лидеров Империи Цин. Тем временем в Риме другой германский иезуит Афанасий Кирхер, который никогда не был лично в Китае, использовал отчеты других иезуитах об этой стране, чтобы написать China Illustrata, который представлял собой сборник фактов о жизни в Китае и поступил в продажу в Европе в 17-м веке.
Самые ранние германско-китайские торговые операции проходили по суше через территорию Сибири и облагались налогами на транзит со стороны правительства Российской империи. Чтобы сделать торговлю более прибыльной, германские торговцы освоили морской путь, и первые торговые суда прибыли в Империю Цин из города Эмден от Эмденской компании в 1750-х годах.

### Ранний период дипломатических отношений
В 1859 году, после поражения Китая во Второй опиумной войне, Пруссия направила экспедицию Эйленбурга для заключения коммерческих договоров с Китаем, Японией и Сиамом. 2 сентября 1861 года Фридрих Альбрехт цу Эйленбург и представитель Цзунли ямэнь подписали Тяньцзиньский договор, который открыл официальные торговые отношения между Китаем и Пруссией, которая представляла Германский таможенный союз. Позже Пруссия станет доминирующей и ведущей частью вновь основанной Германской империи. Договор регулировал германско-китайские отношения до начала Первой мировой войны, когда Китайская Республика в одностороннем порядке аннулировала его.
В конце XIX века во внешней торговле Китая доминировала Британская империя, а рейхсканцлер Отто фон Бисмарк стремился усилить германское влияние на Китай, чтобы уравновесить британское господство. В 1885 году Отто фон Бисмарк попросил Рейхстаг принять закон о субсидиях пароходам, которые направлялись в Китай. В том же году первая германская группа по банковским и промышленным исследованиям направилась в Китай для оценки инвестиционных возможностей, что привело к созданию в 1890 году Германско-азиатского банка. Благодаря этим усилиям Германия к 1896 году стала вторым, после Великобритании, торговым партнёром Китая.
В 1897 году Германская империя использовала как повод убийство двух германских миссионеров для вторжения в Циндао и основала колонию Цзяо-Чжоу. В 1900 году Германия участвовала в Альянсе восьми держав, деятельность которого была направлена для снятия осады международных представительств в Пекине во время Ихэтуаньского восстания.

### Германско-китайское сотрудничество до 1941 года
Интенсивное сотрудничество между странами продолжалось до прихода к власти в Германии национал-социалистов в 1933 году, а в 1937 году началась Вторая японо-китайская война. Министр финансов Китая Кун Сянси и два других чиновника Гоминьдана посетили Германию в 1937 году и были приняты Адольфом Гитлером.
В то же время изгнанный германский коммунист Отто Браун с 1934 года находился в Китае в качестве агента Коминтерна для консультирования Коммунистической партии Китая (КПК) по военной стратегии. Он также принял участие в «Великом походе китайских коммунистов» под китайским именем Ли Де. Только спустя много лет стало известно, что Отто Браун и «Ли Де» один и тот же человек.

### Вторая мировая война
В 1939 году германско-китайское сотрудничество прекратилось после начала Второй мировой войны в Европе, что вынудило многих китайских граждан покинуть Германию из-за усиления государственного надзора и контроля. Успех Японской империи во Второй японо-китайской войне убедил Адольфа Гитлера заменить Китай в качестве стратегического союзника в Восточной Азии. В 1941 году, после нападения Японии на Перл-Харбор, Китай объявил войну Германии, в результате чего гестапо начало осуществлять массовые аресты граждан Китая по всей территории страны.

### Раздел Германии и Холодная война
Западная Германия (ФРГ) не признавала Китайскую Народную Республику из-за жесткой антикоммунистической внешней политики и доктрины Хальштейна. Западная Германия формально поддерживала «политику одного Китая» в надежде заручиться поддержкой этой страны в воссоединении Германии. В октябре 1972 года Западная Германия официально установила дипломатические отношения с КНР, хотя неофициальные контакты существовали с 1964 года.
Германская Демократическая Республика (ГДР) также установила хорошие отношения с КНР, несмотря на советско-китайский раскол, имевший место в течение большей части холодной войны до китайско-советского саммита 1989 года. После мартовского обращения 1982 года в Ташкенте к Коммунистической партии Узбекистана о советско-китайском сближении генерального секретаря ЦК КПСС Леонида Брежнева восточногерманско-китайские отношения стали неуклонно развиваться. В июне 1986 года министр иностранных дел Китая У Сюэцянь посетил Восточный Берлин в составе китайской делегации самого высокого уровня в Восточной Европе после раскола 1961 года. Кроме того, генеральный секретарь ЦК СЕПГ Эрих Хонеккер посетил Пекин в начале октября 1986 года, где его встретил председатель Китайской Народной Республики Ли Сяньнянь. Была организована церемония приветствия на площади Тяньаньмэнь с участием военного оркестра и шествия почётного караула Народно-освободительной армии, что стало первым официальным визитом лидера одной из стран Восточного блока в КНР.

### Воссоединение Германии
После Объединения Германии в 1990 году отношения с Китаем неуклонно улучшаются. В 2003 году Пекин и Берлин выступали категорически против вторжения в Ирак, а в 2006 году Германия (крупнейшая экономика и самая густонаселенная страна Европейского союза) и Китай ещё более укрепили свои двусторонние политические отношения, а также экономические и дипломатические связи в рамках стратегического партнёрства между Китаем и Европейским союзом. В 2011 году Германия и Китай выступили против прямого военного участия в гражданской войне в Ливии. В 2011 году перед визитом в Германию премьера Госсовета КНР Вэня Цзябао правительство Китая выпустило «Белую книгу о достижениях и перспективах китайско-германского сотрудничества», первую в своем роде для европейской страны. 
В июле 2019 года послы ООН из 22 стран, включая Германию, подписали совместное письмо в Совет по правам человека ООН, осуждающее  отношение правительства КНР к уйгурам и другим группам меньшинств, и призывающее закрыть лагеря перевоспитания в Синьцзяне.
В сентябре 2019 года посол Китая в Германии заявил, что встреча министра иностранных дел Германии и гонконгского активиста Джошуа Вонга повредит отношениям с Китаем.

## Торговля
Германия является крупнейшим торговым партнёром Китая и экспортером технологий в эту страну из Европы, а объём германских инвестиций в Китай занимает второе место среди всех европейских стран после Великобритании. Китай является крупнейшим торговым партнёром Германии, обогнав США в 2017 году.
В 2008 году объём товарооборота между странами превысил сумму 100 миллиардов долларов США. К 2014 году федеральный канцлер Германии Ангела Меркель посетила Китай семь раз с момента вступления в должность в 2005 году, что подчеркивает важность этой страны для экономики Германии. В 2018 году автомобильный концерн Mercedes-Benz принес извинения правительству Китая за цитирование Далай-ламы в Instagram.

## Дипломатические представительства
- Германия имеет посольство в Пекине[20].
- Китай содержит посольство в Берлине[21].